# Rund um den Henninger-Turm 1965
Il Rund um den Henninger-Turm 1965, quarta edizione della corsa, si svolse il 4 aprile su un percorso di 222 km, con partenza e arrivo a Francoforte sul Meno. Fu vinto dal francese Jean Stablinski della squadra Ford France-Gitane davanti ai belgi Frans Verbeeck e Georges Vanconingsloo.

## Ordine d'arrivo (Top 10)
| Pos. | Corridore             | Squadra               | Tempo    |
| ---- | --------------------- | --------------------- | -------- |
| 1    | Jean Stablinski       | Ford France-Gitane    | 5h39'33" |
| 2    | Frans Verbeeck        | Wiel s-Groene Leeuw   | a 1'36"  |
| 3    | Georges Vanconingsloo | Peugeot-BP-Michelin   | s.t.     |
| 4    | Cees Haast            | Televizier            | s.t.     |
| 5    | Arie den Hartog       | Ford France-Gitane    | s.t.     |
| 6    | Willy Bocklant        | Flandria-Roméo        | s.t.     |
| 7    | Willi Altig           | Margnat-Paloma-Inuri  | s.t.     |
| 8    | Armand Desmet         | Solo-Superia          | s.t.     |
| 9    | Jos Huysmans          | Dr. Mann              | s.t.     |
| 10   | Victor Van Schil      | Mercier-BP-Hutchinson | s.t.     |